# 동시흥 분기점
동시흥 분기점(東始興分岐點, E.Siheung Junction, 동시흥JC)은 경기도 시흥시 목감동에 설치된 평택파주고속도로와 제3경인고속화도로가 만나는 분기점이다. 2008년 고속도로 계획 당시에는 목감 분기점이라는 가칭으로 불렸다.

## 연혁
- 2011년 3월 21일 : 나들목 신설을 위해 시흥시 도시계획시설 교통광장에 논곡동 일원을 고시[2]
- 2016년 4월 29일 : 수원문산고속도로 수원 ~ 광명 구간 개통과 함께 영업 개시[3]

## 구조물 정보
- 위치: 경기도 시흥시 목감동, 논곡동
- 영업소: 경기도 시흥시 수인로2426번길 14-21

## 접속하는 노선

### 평택・파주방면
- 평택파주고속도로 (4번)

### 인천・시흥방면
- 제3경인고속화도로 (4번)

## 교통량 정보
| 요금소          | 통행량 (대/일) | 통행량 (대/일) | 통행량 (대/일) | 통행량 (대/일) | 각주  |
| 요금소          | 2016년         | 2017년         | 2018년         | 2019년         | 각주  |
| --------------- | -------------- | -------------- | -------------- | -------------- | ----- |
| 동시흥 (폐쇄식) | 4,509          | 9,120          | 9,564          | 10,980         | [ 4 ] |